# Temistocle (Bach)
Temistocle è un dramma per musica in tre atti del compositore tedesco Johann Christian Bach su libretto di Pietro Metastasio. Per la messa in musica bachiana, al testo vennero apportate delle revisioni da parte dell'allora librettista di corte di Mannheim, Mattia Verazi.
L'opera fu rappresentata per la prima volta il 5 novembre 1772 al Rococo-Schloßtheater (Hoftheater) di Mannheim.

## Ripresa in tempi moderni e registrazione
Il dramma in tempi moderni fu rappresentato per la prima volta (e registrato) il 20 giugno 2005 al Théâtre du Capitole di Tolosa; l'esecuzione fu affidata a Les Talens lyriques sotto la direzione di Christophe Rousset.
In realtà la prima ripresa in tempi moderni, pur se in forma di concerto, è avvenuta all'Auditorium della Rai di Napoli il 6 febbraio 1976 con la direzione musicale di Vladimir Delman. Venne trasmessa in differita il 13 maggio 1976 dalla terza rete della radio. Esiste documento completo nell'archivio di Torino della RAI - Radio Televisione Italiana.
Questa la locandina della serata:
Johann Christian Bach Temistocle
Dramma per musica in tre atti di Pietro Metastasio
Serse Renato Cesari, Temistocle Herbert Handt,
Lisimaco Ennio Buoso, Aspasia Kate Gamberucci,
Neocle Dora Carral, Rossane Cecilia Fusco,
Sebaste Andrea Snarski,
Tre ragazze Gabriella Fabiano, Marina Mauro, Fabrizio Rondoni
Clavicembalo Luciano Bettarini
Orchestra e Coro "A. Scarlatti" di Napoli della RAI
Direttore Vladimir Delman
Maestro del coro Giuseppe Picillo